# Torre des Carregador
Declarada Bé d'Interès Cultural (BIC), la Torre des Carregador o de sa Sal Rossa, és una torre de defensa costanera, també coneguda com la Torre de sa Surt Rossa, va ser construïda durant el segle xvi. La torre consta d'un cos rodó amb una base que s'adapta a les irregularitats del terreny.
Està situada a l'extrem sud de la platja d'en Bossa, en terrenys de la parròquia de Sant Francesc de s'Estany. Des de la torre es controla una part de l'illa de Formentera i la ciutat d'Eivissa.
La torre des Carregador de sa Sal es va construir durant la segona meitat del segle xvi. Durant les freqüents incursions de pirates turcs i barcarescos que van assolar el Mediterrani, la torre es va concebre com un refugi col·lectiu per als pobladors de la zona i molt especialment per als que treballaven en la recol·lecció de la sal, principal riquesa de l'illa.
Aquesta és la principal raó de la seva gran capacitat interior, que permetia acollir entre 150 i 200 persones sense problemes d'espai, especialment si comparam amb altres torres militars del segle xviii, que únicament servien de refugi del personal de servei que allí s'havia destinat, juntament amb les armes i municions necessàries per a la defensa de la fortificació.
Els senyals visuals que s'utilitzaven per a la comunicació eren focs durant la nit i fum durant el dia. Les fogates es feien directament sobre la plataforma, perquè fossin visibles des de lluny.
El paper d'aquesta torre, situada a la localitat de Sant Francesc de s'Estany, va ser la de mantenir la defensa del Carregador de la Sal, un dels principals motors de l'economia de l'illa. Altres torres properes, com la de ses Portes o la de s'Espalmador, tenien la funció principal de protegir el pas entre Eivissa i Formentera. Els dos torrers que tenia assignats varen deixar els seus serveis a la torre a finals de 1867, quan el cos de torrers va ser dissolt.
La torre des Carregador està formada per pedres de mitjana grandària reforçades amb morter.